# Temporada do Paris Saint-Germain Football Club de 2017–18
O Paris Saint-Germain Football Club, na temporada 2017–18, participará de cinco competições: Ligue 1, Coupe de France, Coupe de la Ligue, Trophée des Champions e UEFA Champions League.

## Uniforme
Fornecedor:
- Nike

Patrocinador Principal:
- Fly Emirates

| 1ª | 2ª | 3ª |

## Jogadores

### Elenco
Legenda
- : Capitão
- : Jogador lesionado

### Transferências
Legenda
- : Jogadores emprestados
- : Jogadores que voltam de empréstimo
- : Jogadores livres - chegaram ou saíram sem custo

| Entradas       |      |                |                     |       |
| Jogador        | Pos. | Clube anterior | Valor               | Ref.  |
| Yuri Berchiche | LE   | Real Sociedad  | € 16 milhões        | [ 1 ] |
| Daniel Alves   | LD   | Juventus       | Ruptura de contrato | [ 2 ] |
| Neymar         | A    | Barcelona      | € 222 milhões       | [ 4 ] |
| Kylian Mbappé  | A    | Monaco         | Empréstimo          | [ 5 ] |
| Lassana Diarra | V    | Al-Jazira      | custo zero          | [ 6 ] |

| Saídas              |      |                |               |        |
| Jogador             | Pos. | Clube anterior | Valor         | Ref.   |
| Maxwell             | LE   | Sem clube      | Aposentadoria |        |
| Jean-Kévin Augustin | A    | RB Leipzig     | € 13 milhões  |        |
| Youssouf Sabaly     | LD   | Bordeaux       | € 4 milhões   |        |
| Jesé Rodríguez      | A    | Stoke City     | Empréstimo    |        |
| Blaise Matuidi      | V    | Juventus       | € 30 milhões  |        |
| Grzegorz Krychowiak | V    | West Bromwich  | Empréstimo    | [ 7 ]  |
| Serge Aurier        | LD   | Tottenham      | € 25 milhões  | [ 8 ]  |
| Odsonne Édouard     | A    | Celtic         | Empréstimo    |        |
| Gonçalo Guedes      | A    | Valencia       | Empréstimo    |        |
| Rémy Descamps       | G    | Tours          | Empréstimo    | [ 9 ]  |
| Lucas Moura         | A    | Tottenham      | € 28 milhões  | [ 10 ] |

## Estatísticas

### Desempenho da equipe
Atualizado até 10 de dezembro de 2018

#### Desempenho geral
| Técnico    | J  | V  | E | D | GP | GS | SG  | %     |
| ---------- | -- | -- | - | - | -- | -- | --- | ----- |
| Unai Emery | 28 | 24 | 2 | 2 | 95 | 23 | +72 | 88.09 |

#### Como mandante
| Técnico    | J  | V  | E | D | GP | GS | SG  | %   |
| ---------- | -- | -- | - | - | -- | -- | --- | --- |
| Unai Emery | 13 | 13 | 0 | 0 | 49 | 8  | +41 | 100 |

#### Como visitante
| Técnico    | J  | V  | E | D | GP | GS | SG  | %     |
| ---------- | -- | -- | - | - | -- | -- | --- | ----- |
| Unai Emery | 15 | 11 | 2 | 2 | 46 | 15 | +31 | 77.77 |

### Público
Atualizado até 13 de dezembro de 2017

#### Maiores públicos
| Nº | Público |                     | Placar | Visitante     | Data                   | Competição        |
| -- | ------- | ------------------- | ------ | ------------- | ---------------------- | ----------------- |
| 1  | 47 680  | Paris Saint-Germain | 4 – 1  | Nantes        | 18 de novembro de 2017 | Ligue 1           |
| 2  | 47 537  | Paris Saint-Germain | 6 – 2  | Bordeaux      | 30 de setembro de 2017 | Ligue 1           |
| 3  | 47 224  | Paris Saint-Germain | 3 – 0  | Nice          | 27 de outubro de 2017  | Ligue 1           |
| 4  | 47 221  | Paris Saint-Germain | 6 – 2  | Toulouse      | 20 de agosto de 2017   | Ligue 1           |
| 5  | 47 191  | Paris Saint-Germain | 2 – 0  | Lyon          | 17 de setembro de 2017 | Ligue 1           |
| 6  | 47 176  | Paris Saint-Germain | 3 – 1  | Lille         | 9 de dezembro de 2017  | Ligue 1           |
| 7  | 46 957  | Paris Saint-Germain | 3 – 0  | Saint-Étienne | 25 de agosto de 2017   | Ligue 1           |
| 8  | 46 898  | Paris Saint-Germain | 2 – 0  | Amiens        | 5 de agosto de 2017    | Ligue 1           |
| 9  | 46 403  | Paris Saint-Germain | 5 – 0  | Anderlecht    | 31 de outubro de 2017  | Liga dos Campeões |
| 10 | 46 288  | Paris Saint-Germain | 7 – 1  | Celtic        | 22 de novembro de 2017 | Liga dos Campeões |

#### Média de público
| Ligue 1    | Coupe de France | Coupe de la Ligue | Liga dos Campeões | Média total |
| ---------- | --------------- | ----------------- | ----------------- | ----------- |
| 46.533 (9) | 0 (0)           | 0 (0)             | 46.314 (3)        | 46.478 (12) |

#### Público total
| Ligue 1     | Coupe de France | Coupe de la Ligue | Liga dos Campeões | Público total |
| ----------- | --------------- | ----------------- | ----------------- | ------------- |
| 418.804 (9) | 0 (0)           | 0 (0)             | 138.943 (3)       | 557.747 (12)  |

* Em parênteses, o número de jogos.

### Artilharia
Atualizado até 10 de fevereiro de 2018.
| #   | Jogador        | Gols | Ligue 1 | Coupe de France | Coupe de la Ligue | Champions League | Trophée des Champions |
| --- | -------------- | ---- | ------- | --------------- | ----------------- | ---------------- | --------------------- |
| 1º  | Edinson Cavani | 28   | 21      | 1               | 0                 | 6                | 0                     |
| 1º  | Neymar         | 28   | 19      | 2               | 1                 | 6                | 0                     |
| 3º  | Kylian Mbappé  | 15   | 9       | 2               | 0                 | 4                | 0                     |
| 4º  | Ángel Di María | 13   | 4       | 5               | 1                 | 1                | 0                     |
| 5º  | Layvin Kurzawa | 4    | 1       | 0               | 0                 | 3                | 0                     |
| 5º  | Javier Pastore | 4    | 4       | 0               | 0                 | 0                | 0                     |
| 7º  | Daniel Alves   | 3    | 0       | 0               | 0                 | 2                | 1                     |
| 7º  | Julian Draxler | 3    | 2       | 0               | 1                 | 0                | 0                     |
| 7º  | Thomas Meunier | 3    | 3       | 0               | 0                 | 0                | 0                     |
| 7º  | Adrien Rabiot  | 3    | 1       | 0               | 1                 | 0                | 1                     |
| 11º | Marco Verratti | 2    | 0       | 0               | 0                 | 2                | 0                     |
| 12º | Lucas          | 1    | 1       | 0               | 0                 | 0                | 0                     |
| 12º | Thiago Motta   | 1    | 1       | 0               | 0                 | 0                | 0                     |
| 12º | Yuri Berchiche | 1    | 1       | 0               | 0                 | 0                | 0                     |

### Assistências
Atualizado até 6 de fevereiro de 2018.
| #   | Jogador          | Assis. | Ligue 1 | Coupe de France | Coupe de la Ligue | Champions League | Trophée des Champions |
| --- | ---------------- | ------ | ------- | --------------- | ----------------- | ---------------- | --------------------- |
| 1º  | Neymar           | 15     | 11      | 0               | 0                 | 4                | 0                     |
| 2º  | Kylian Mbappé    | 11     | 8       | 0               | 0                 | 3                | 0                     |
| 3º  | Ángel Di María   | 8      | 5       | 0               | 2                 | 1                | 0                     |
| 4º  | Daniel Alves     | 6      | 5       | 0               | 0                 | 0                | 1                     |
| 4º  | Adrien Rabiot    | 6      | 4       | 0               | 0                 | 2                | 0                     |
| 6º  | Edinson Cavani   | 5      | 4       | 0               | 0                 | 1                | 0                     |
| 7º  | Julian Draxler   | 4      | 3       | 0               | 0                 | 1                | 0                     |
| 7º  | Thomas Meunier   | 4      | 2       | 0               | 2                 | 0                | 0                     |
| 7º  | Giovani Lo Celso | 4      | 2       | 0               | 0                 | 2                | 0                     |
| 10º | Marquinhos       | 3      | 2       | 0               | 0                 | 1                | 0                     |
| 10º | Marco Verratti   | 3      | 1       | 0               | 0                 | 2                | 0                     |
| 12º | Yuri Berchiche   | 2      | 2       | 0               | 0                 | 0                | 0                     |
| 12º | Layvin Kurzawa   | 2      | 0       | 0               | 0                 | 2                | 0                     |
| 14º | Lucas            | 1      | 1       | 0               | 0                 | 0                | 0                     |
| 14º | Javier Pastore   | 1      | 1       | 0               | 0                 | 0                | 0                     |

## Pré-temporada
| 14 de julho de 2017 | Paris Saint-Germain | 1 – 1 | Paris FC  | Camp des Loges, Saint-Germain-en-Laye |
| 11:00 (UTC+2)       | Pastore 59'         |       | Cissé 80' |                                       |

### International Champions Cup
| 19 de julho de 2017 | Roma      | 1 – 1     | Paris Saint-Germain | Comerica Park, Detroit                   |
| 20:05 (UTC-5)       | Sadiq 60' | Relatório | Marquinhos 36'      | Público: 36 289 Árbitro: USA Chris Penso |

|                               |       | Penalidades                                     |  |
| Peres Nainggolan Gerson Rossi | 3 – 5 | Lucas Moura Nkunku Callegari Édouard Marquinhos |  |

| Roma | PSG |

| 22 de julho de 2017 | Paris Saint-Germain     | 2 – 4     | Tottenham                                                  | Camping World Stadium, Orlando         |
| 20:05 (UTC-5)       | Cavani 6' · Pastore 36' | Relatório | Eriksen 11' · Dier 18' · Alderweireld 82' · Kane 88' (pen) | Público: 33 322 Árbitro: USA Ted Unkel |

| PSG | Tottenham |

| 26 de julho de 2017 | Paris Saint-Germain      | 2 – 3     | Juventus                               | Hard Rock Stadium, Miami               |
| 21:05 (UTC-5)       | Guedes 53' · Pastore 80' | Relatório | Higuaín 45' · Marchisio 69', 89' (pen) | Público: 44 444 Árbitro: USA Ted Unkel |

| PSG | Juventus |

## Competições

### Ligue 1

#### Classificação na Liga
| Pos | Equipes                | Pts | J  | V  | E  | D  | GM  | GS | SG  | Classificação ou rebaixamento                              |
| --- | ---------------------- | --- | -- | -- | -- | -- | --- | -- | --- | ---------------------------------------------------------- |
| 1   | Paris Saint-Germain    | 93  | 38 | 29 | 6  | 3  | 108 | 29 | +79 | Fase de grupos da Liga dos Campeões da UEFA de 2018–19     |
| 2   | Monaco                 | 80  | 38 | 24 | 8  | 6  | 85  | 45 | +40 | Fase de grupos da Liga dos Campeões da UEFA de 2018–19     |
| 3   | Lyon                   | 78  | 38 | 23 | 9  | 6  | 87  | 43 | +44 | Fase de grupos da Liga dos Campeões da UEFA de 2018–19     |
| 4   | Olympique de Marseille | 77  | 38 | 22 | 11 | 5  | 80  | 47 | +33 | Fase de grupos da Liga Europa da UEFA de 2018–19           |
| 5   | Rennes                 | 58  | 38 | 16 | 10 | 12 | 50  | 44 | +6  | Fase de grupos da Liga Europa da UEFA de 2018–19           |
| 6   | Bordeaux               | 55  | 38 | 16 | 7  | 15 | 53  | 48 | +5  | Segunda pré-eliminatória da Liga Europa da UEFA de 2018–19 |

#### Resumo dos resultados
| Total |    |    |   |   |     |    |     |
| Pts   | J  | V  | E | D | GM  | GS | SG  |
| 93    | 38 | 29 | 6 | 3 | 108 | 29 | +79 |

| Casa |    |    |   |   |    |    |     |
| Pts  | J  | V  | E | D | GM | GS | SG  |
| 57   | 19 | 17 | 1 | 1 | 70 | 15 | +55 |

| Fora |    |    |   |   |    |    |     |
| Pts  | J  | V  | E | D | GM | GS | SG  |
| 36   | 19 | 12 | 5 | 2 | 38 | 14 | +24 |

#### Partidas
1ª rodada
| 5 de agosto de 2017 | Paris Saint-Germain      | 2 – 0     | Amiens | Parc des Princes, Paris                    |
| 17:15               | Cavani 41' · Pastore 80' | Relatório |        | Público: 46 898 Árbitro: FRA Mikael Lesage |

2ª rodada
| 13 de agosto de 2017 | Guingamp | 0 – 3     | Paris Saint-Germain                 | Stade du Roudourou, Guingamp                |
| 21:00                |          | Relatório | Ikoko 52' · Cavani 62' · Neymar 82' | Público: 18 378 Árbitro: FRA Antony Gautier |

3ª rodada
| 20 de agosto de 2017 | Paris Saint-Germain                                                         | 6 – 2     | Toulouse                      | Parc des Princes, Paris                     |
| 21:00                | Neymar 31', 90' · Rabiot 35' · Cavani 75' (pen) · Pastore 82' · Kurzawa 84' | Relatório | Gradel 18' · Thiago Silva 78' | Público: 47 221 Árbitro: FRA Amaury Delerue |

4ª rodada
| 25 de agosto de 2017 | Paris Saint-Germain                      | 3 – 0     | Saint-Étienne | Parc des Princes, Paris                     |
| 20:45                | Cavani 20' (pen), 89' · Thiago Motta 51' | Relatório |               | Público: 46 957 Árbitro: FRA Clément Turpin |

5ª rodada
| 9 de setembro de 2017 | Metz        | 1 – 5     | Paris Saint-Germain                                         | Stade Saint-Symphorien, Metz                   |
| 20:45                 | Rivière 37' | Relatório | Cavani 39', 75' · Mbappé 59' · Neymar 69' · Lucas Moura 88' | Público: 25 015 Árbitro: FRA Sébastien Desiage |

6ª rodada
| 17 de setembro de 2017 | Paris Saint-Germain     | 2 – 0     | Lyon | Parc des Princes, Paris                   |
| 21:00                  | Marcelo 75' · Morel 86' | Relatório |      | Público: 47 191 Árbitro: FRA Ruddy Buquet |

7ª rodada
| 23 de setembro de 2017 | Montpellier | 0 – 0     | Paris Saint-Germain | Stade de la Mosson, Montpellier             |
| 17:00                  |             | Relatório |                     | Público: 20 975 Árbitro: FRA Clément Turpin |

8ª rodada
| 30 de setembro de 2017 | Paris Saint-Germain                                                        | 6 – 2     | Bordeaux                        | Parc des Princes, Paris                        |
| 17:00                  | Neymar 5', 40' (pen) · Cavani 12' · Meunier 21' · Draxler 45' · Mbappé 58' | Relatório | Kaabouni 31' · Malcom 90' (pen) | Público: 47 537 Árbitro: FRA François Letexier |

9ª rodada
| 14 de outubro de 2017 | Dijon       | 1 – 2     | Paris Saint-Germain | Stade Gaston-Gérard, Dijon                      |
| 17:00                 | Jeannot 87' | Relatório | Meunier 71', 90+1'  | Público: 15 160 Árbitro: FRA Jérôme Miguelgorry |

10ª rodada
| 22 de outubro de 2017 | Olympique de Marseille         | 2 – 2     | Paris Saint-Germain       | Stade Vélodrome, Marselha                 |
| 21:00                 | Luiz Gustavo 16' · Thauvin 78' | Relatório | Neymar 33' · Cavani 90+3' | Público: 60 410 Árbitro: FRA Ruddy Buquet |

11ª rodada
| 27 de outubro de 2017 | Paris Saint-Germain        | 3 – 0     | Nice | Parc des Princes, Paris                   |
| 20:45                 | Cavani 3', 31' · Dante 52' | Relatório |      | Público: 47 224 Árbitro: FRA Tony Chapron |

12ª rodada
| 4 de novembro de 2017 | Angers | 0 – 5     | Paris Saint-Germain                            | Stade Raymond Kopa, Angers                  |
| 17:00                 |        | Relatório | Mbappé 5', 84' · Draxler 14' · Cavani 30', 60' | Público: 12 381 Árbitro: FRA Benoît Bastien |

13ª rodada
| 18 de novembro de 2017 | Paris Saint-Germain                          | 4 – 1     | Nantes       | Parc des Princes, Paris                        |
| 17:00                  | Cavani 38', 79' · Di María 42' · Pastore 65' | Relatório | Nakoulma 60' | Público: 47 680 Árbitro: FRA Nicolas Rainville |

14ª rodada
| 26 de novembro de 2017 | Monaco       | 1 – 2     | Paris Saint-Germain           | Stade Louis II, Mónaco                         |
| 21:00                  | Moutinho 81' | Relatório | Cavani 19' · Neymar 52' (pen) | Público: 16 588 Árbitro: FRA François Letexier |

15ª rodada
| 29 de novembro de 2017 | Paris Saint-Germain     | 2 – 0     | Troyes | Parc des Princes, Paris                     |
| 21:00                  | Neymar 73' · Cavani 90' | Relatório |        | Público: 40 920 Árbitro: FRA Jérôme Brisard |

16ª rodada
| 2 de dezembro de 2017 | Strasbourg                      | 2 – 1     | Paris Saint-Germain | Stade de la Meinau, Estrasburgo           |
| 17:00                 | Nuno da Costa 13' · Bahoken 65' | Relatório | Mbappé 42'          | Público: 25 327 Árbitro: FRA Ruddy Buquet |

17ª rodada
| 9 de dezembro de 2017 | Paris Saint-Germain                       | 3 – 1     | Lille        | Parc des Princes, Paris                  |
| 17:00                 | Di María 28' · Pastore 49' · Mbappé 90+2' | Relatório | El Ghazi 86' | Público: 47 176 Árbitro: FRA Johan Hamel |

18ª rodada
| 16 de dezembro de 2017 | Rennes     | 1 – 4     | Paris Saint-Germain                      | Roazhon Park, Rennes                        |
| 17:00                  | Mubele 53' | Relatório | Neymar 4', 76' · Mbappé 17' · Cavani 75' | Público: 29 194 Árbitro: FRA Antony Gautier |

19ª rodada
| 20 de dezembro de 2017 | Paris Saint-Germain                     | 3 – 1     | Caen              | Parc des Princes, Paris                 |
| 20:50                  | Cavani 21' · Mbappé 57' · Berchiche 81' | Relatório | Santini 81' (pen) | Público: 47 490 Árbitro: FRA Karim Abed |

20ª rodada
| 14 de janeiro de 2018 | Nantes | 0 – 1     | Paris Saint-Germain | Stade de la Beaujoire, Nantes             |
| 21:00                 |        | Relatório | Di María 12'        | Público: 34 486 Árbitro: FRA Tony Chapron |

21ª rodada
| 17 de janeiro de 2018 | Paris Saint-Germain                                                          | 8 – 0     | Dijon | Parc des Princes, Paris                    |
| 21:00                 | Di María 4', 15' · Cavani 21' · Neymar 42', 57', 73', 83' (pen) · Mbappé 77' | Relatório |       | Público: 47 483 Árbitro: FRA Olivier Thual |

22ª rodada
| 21 de janeiro de 2018 | Lyon                   | 2 – 1     | Paris Saint-Germain | Parc Olympique Lyonnais, Décines-Charpieu   |
| 21:00                 | Fekir 2' · Depay 90+5' | Relatório | Kurzawa 45+3'       | Público: 57 582 Árbitro: FRA Clément Turpin |

23ª rodada
| 27 de janeiro de 2018 | Paris Saint-Germain                               | 4 – 0     | Montpellier | Parc des Princes, Paris                      |
| 17:00                 | Cavani 11' · Neymar 40' (pen), 82' · Di María 82' | Relatório |             | Público: 47 379 Árbitro: FRA Frank Schneider |

24ª rodada
| 3 de fevereiro de 2018 | Lille | 0 – 3     | Paris Saint-Germain                       | Stade Pierre-Mauroy, Lille               |
| 17:00                  |       | Relatório | Berchiche 45' · Neymar 77' · Lo Celso 87' | Público: 49 082 Árbitro: FRA Johan Hamel |

25ª rodada
| 10 de fevereiro de 2018 | Toulouse | 0 – 1     | Paris Saint-Germain | Stadium Municipal de Toulouse, Toulouse   |
| 17:00                   |          | Relatório | Diop 68'            | Público: 31 909 Árbitro: FRA Ruddy Buquet |

26ª rodada
| 17 de fevereiro de 2018 | Paris Saint-Germain                                       | 5 – 2     | Strasbourg              | Parc des Princes, Paris                     |
| 17:00                   | Draxler 11' · Neymar 21' · Di María 22' · Cavani 73', 79' | Relatório | Aholou 6' · Bahoken 67' | Público: 47 059 Árbitro: FRA Thomas Leonard |

27ª rodada
| 25 de fevereiro de 2018 | Paris Saint-Germain                   | 3 – 0     | Olympique de Marseille | Parc des Princes, Paris                     |
| 21:00                   | Mbappe 10' · Rolando 28' · Cavani 55' | Relatório |                        | Público: 47 490 Árbitro: FRA Benoit Bastien |

28ª rodada
| 3 de março de 2018 | Troyes | 0 – 2     | Paris Saint-Germain       | Stade de l'Aube, Troyes                 |
| 17:00              |        | Relatório | Di María 47' · Nkunku 77' | Público: 20 006 Árbitro: FRA Karim Abed |

29ª rodada
| 10 de março de 2018 | Paris Saint-Germain                                             | 5 – 0     | Metz | Parc des Princes, Paris                     |
| 17:00               | Meunier 5' · Nkunku, 20', 28' · Mbappe 45+1' · Thiago Silva 82' | Relatório |      | Público: 47 225 Árbitro: FRA Amaury Delerue |

30ª rodada
| 18 de março de 2018 | Nice              | 1 – 2     | Paris Saint-Germain           | Allianz Riviera, Nice                          |
| 13:00               | Saint-Maximin 17' | Relatório | Di María 21' · Dani Alves 82' | Público: 33 478 Árbitro: FRA François Letexier |

31ª rodada
| 14 de março de 2018 | Paris Saint-Germain | 2 – 1     | Angers          | Parc des Princes, Paris                        |
| 17:00               | Mbappe 12', 25'     | Relatório | Toko Ekambi 76' | Público: 46 757 Árbitro: FRA Sébastien Desiage |

32ª rodada
| 6 de abril de 2018 | Saint-Étienne | 1 – 1     | Paris Saint-Germain | Stade Geoffroy-Guichard, Saint-Étienne         |
| 20:45              | Cabella 17'   | Relatório | Debuchy 90+2'       | Público: 37 602 Árbitro: FRA Nicolas Rainville |

33ª rodada
| 15 de abril de 2018 | Paris Saint-Germain                                                           | 7 – 1     | Monaco    | Parc des Princes, Paris                   |
| 21:00               | Lo Celso 15', 27' · Cavani 17' · Di María 19', 58' · Falcão 76' · Draxler 86' | Relatório | Lopes 38' | Público: 46 869 Árbitro: FRA Ruddy Buquet |

34ª rodada
| 22 de abril de 2018 | Bordeaux | 0 – 1     | Paris Saint-Germain | Matmut Atlantique, Bordéus                  |
| 21:00               |          | Relatório | Lo Celso 77'        | Público: 41 290 Árbitro: FRA Antony Gautier |

35ª rodada
| 29 de abril de 2018 | Paris Saint-Germain   | 2 – 2     | Guingamp              | Parc des Princes, Paris                        |
| 21:00               | Cavani 76' (pen), 82' | Relatório | Blas 45' · Briand 68' | Público: 47 759 Árbitro: FRA Sébastian Moreira |

36ª rodada
| 4 de maio de 2018 | Amiens          | 2 – 2     | Paris Saint-Germain     | Stade de la Licorne, Amiens                    |
| 20:45             | Konaté 47', 79' | Relatório | Cavani 26' · Nkunku 64' | Público: 11 676 Árbitro: FRA Hakim Ben El Hadj |

37ª rodada
| 12 de maio de 2018 | Paris Saint-Germain | 0 – 2     | Rennes                           | Parc des Princes, Paris                     |
| 21:00              |                     | Relatório | Bourigeaud 52' (pen) · Hunou 71' | Público: 47 352 Árbitro: FRA Jérôme Brisard |

38ª rodada
| 19 de maio de 2018 | Caen | 0 – 0     | Paris Saint-Germain | Stade Michel d'Ornano, Caen                 |
| 21:00              |      | Relatório |                     | Público: 19 999 Árbitro: FRA Antony Gautier |

### Coupe de France

#### Fase de 32-avos
| 7 de janeiro de 2018 | Rennes               | 1 – 6     | Paris Saint-Germain                                  | Roazhon Park, Rennes                        |
| 21:00                | Bourigeaud 66' (pen) | Relatório | Mbappé 9', 75' · Neymar 17', 43' · Di María 24', 74' | Público: 19 777 Árbitro: FRA Amaury Delerue |

#### Fase de 16-avos
| 24 de janeiro de 2018 | Paris Saint-Germain                                   | 4 – 2     | Guingamp                              | Parc des Princes, Paris                     |
| 18:30                 | Rabiot 21' · Deaux 25' · Pastore 64' · Marquinhos 89' | Relatório | Thuram 33' (pen) · Ngbakoto 75' (pen) | Público: 47 322 Árbitro: FRA Antony Gautier |

#### Oitavas de final
| 6 de fevereiro de 2018 | Sochaux    | 1 – 4     | Paris Saint-Germain                | Stade Auguste Bonal, Montbéliard            |
| 21:05                  | Martin 13' | Relatório | Di María 1', 58', 62' · Cavani 27' | Público: 20 000 Árbitro: FRA Jerome Brisard |

#### Quartas de final
| 27 de fevereiro de 2018 | Paris Saint-Germain              | 3 – 0     | Olympique de Marseille | Parc des Princes, Paris                     |
| 21:05                   | Di María 45+1', 48' · Cavani 81' | Relatório |                        | Público: 45 000 Árbitro: FRA Clement Turpin |

#### Semifinais
| 18 de abril de 2018 | Caen         | 1 – 3     | Paris Saint-Germain            | Stade Michel d'Ornano, Caen                    |
| 21:05               | Diomandé 43' | Relatório | Mbappé 25', 81' · Nkunku 90+5' | Público: 20 350 Árbitro: FRA Francois Letexier |

#### Final
| 8 de maio de 2018 | Les Herbiers | 0 – 2     | Paris Saint-Germain             | Stade de France, Paris                     |
| 21:05             |              | Relatório | Lo Celso 26' · Cavani 74' (pen) | Público: 73 772 Árbitro: FRA Mikael Lesage |

### Coupe de la Ligue

#### Oitavas de final
| 13 de dezembro de 2017 | Strasbourg             | 2 – 4     | Paris Saint-Germain                                         | Stade de la Meinau, Estrasburgo            |
| 21:05                  | Grimm 36' · Blayac 88' | Relatório | Salmier 13' · Di María 25' · Daniel Alves 62' · Draxler 78' | Público: 25 349 Árbitro: FRA Mikael Lesage |

| RC Strasbourg | PSG |

#### Quartas de final
| 10 de janeiro de 2018 | Amiens | 0 – 2     | Paris Saint-Germain           | Stade de la Licorne, Amiens                   |
| 21:05                 |        | Relatório | Neymar 53' (pen) · Rabiot 78' | Público: 9 222 Árbitro: FRA Nicolas Rainville |

#### Semifinais
| 30 de janeiro de 2018 | Rennes                  | 2 – 3     | Paris Saint-Germain                         | Roazhon Park, Rennes                       |
| 21:05                 | Sakho 85' · Prcić 90+2' | Relatório | Meunier 24' · Marquinhos 53' · Lo Celso 58' | Público: 28 620 Árbitro: FRA Mikaël Lesage |

#### Final
| 31 de março de 2017 | Paris Saint-Germain           | 3 – 0     | Monaco | Matmut Atlantique, Bordéus              |
| 21:05               | Cavani 8', 85' · Di Maria 21' | Relatório |        | Público: 41 248 Árbitro: Clément Turpin |

### Trophée des Champions
| 29 de julho de 2017 | Monaco     | 1 – 2     | Paris Saint-Germain           | Grand Stade de Tanger, Tânger                      |
| 21:00               | Sidibé 30' | Relatório | Daniel Alves 51' · Rabiot 63' | Público: 43 761 Árbitro: MAR Noureddine El Jaafari |

| Monaco | PSG |

### Liga dos Campeões da UEFA

#### Fase de grupos
| Pos | Equipe              | Pts | J | V | E | D | GP | GC | SG  | Classificado                     |  | PAR | BAY | CEL | AND |
| --- | ------------------- | --- | - | - | - | - | -- | -- | --- | -------------------------------- |  | --- | --- | --- | --- |
| 1   | Paris Saint-Germain | 15  | 6 | 5 | 0 | 1 | 25 | 4  | +21 | Classificado às oitavas de final |  | —   | 3–0 | 7–1 | 5–0 |
| 2   | Bayern de Munique   | 15  | 6 | 5 | 0 | 1 | 13 | 6  | +7  | Classificado às oitavas de final |  | 3–1 | —   | 3–0 | 3–0 |
| 3   | Celtic              | 3   | 6 | 1 | 0 | 5 | 5  | 18 | −13 | Transferido para Liga Europa     |  | 0–5 | 1–2 | —   | 0–1 |
| 4   | Anderlecht          | 3   | 6 | 1 | 0 | 5 | 2  | 17 | −15 | Eliminado                        |  | 0–4 | 1–2 | 0–3 | —   |

1. 1 2  Empatados no confronto direto. Diferença de gols no confronto direto: Paris Saint-Germain +1, Bayern de Munique -1
2. 1 2  Empatados no confronto direto. Diferença de gols no confronto direto: Celtic +2, Anderlecht -2

| 12 de setembro de 2017 | Celtic | 0 – 5     | Paris Saint-Germain                                                 | Celtic Park, Glasgow                        |
| 20:45                  |        | Relatório | Neymar 19' · Mbappé 34' · Cavani 40' (pen), 85' · Lustig 83' (g.c.) | Público: 57 562 Árbitro: ITA Daniele Orsato |

| Celtic | PSG |

| 27 de setembro de 2017 | Paris Saint-Germain                       | 3 – 0     | Bayern de Munique | Parc des Princes, Paris                          |
| 20:45                  | Daniel Alves 2' · Cavani 31' · Neymar 63' | Relatório |                   | Público: 46 252 Árbitro: ESP Antonio Mateu Lahoz |

| PSG | Bayern |

| 18 de outubro de 2017 | Anderlecht | 0 – 4     | Paris Saint-Germain                                | Constant Vanden Stock Stadium, Anderlecht   |
| 20:45                 |            | Relatório | Mbappé 3' · Cavani 44' · Neymar 66' · Di María 88' | Público: 19 108 Árbitro: CZE Pavel Královec |

| Anderlecht | PSG |

| 31 de outubro de 2017 | Paris Saint-Germain                                 | 5 – 0     | Anderlecht | Parc des Princes, Paris                               |
| 20:45                 | Verratti 30' · Neymar 45+4' · Kurzawa 52', 72', 78' | Relatório |            | Público: 46 403 Árbitro: ESP David Fernández Borbalán |

| PSG | Anderlecht |

| 22 de novembro de 2017 | Paris Saint-Germain                                                             | 7 – 1     | Celtic     | Parc des Princes, Paris                              |
| 20:45                  | Neymar 9', 22' · Cavani 28', 79' · Mbappé 35' · Verratti 75' · Daniel Alves 80' | Relatório | Dembélé 1' | Público: 46 288 Árbitro: GRE Anastasios Sidiropoulos |

| PSG | Celtic |

| 5 de dezembro de 2017 | Bayern de Munique                 | 3 – 1     | Paris Saint-Germain | Allianz Arena, Munique                    |
| 20:45                 | Lewandowski 8' · Tolisso 37', 69' | Relatório | Mbappé 50'          | Público: 70 000 Árbitro: TUR Cüneyt Çakır |

| Bayern | PSG |

#### Fase final

##### Oitavas de final
Jogo de ida
| 14 de fevereiro de 2018 | Real Madrid                          | 3 – 1     | Paris Saint-Germain | Santiago Bernabéu, Madrid                |
| 20:45                   | Ronaldo 45' (pen), 83' · Marcelo 86' | Relatório | Rabiot 33'          | Público: 78 158 Árbitro: Gianluca Rocchi |

Jogo de volta
| 6 de março de 2018 | Paris Saint-Germain | 1 – 2     | Real Madrid                | Parc des Princes, Paris              |
| 20:45              | Cavani 71'          | Relatório | Ronaldo 51' · Casemiro 80' | Público: 46 585 Árbitro: Felix Brych |

Agregado: PSG 2-5 Real Madrid